# Mariä Heimsuchung (Saal an der Saale)

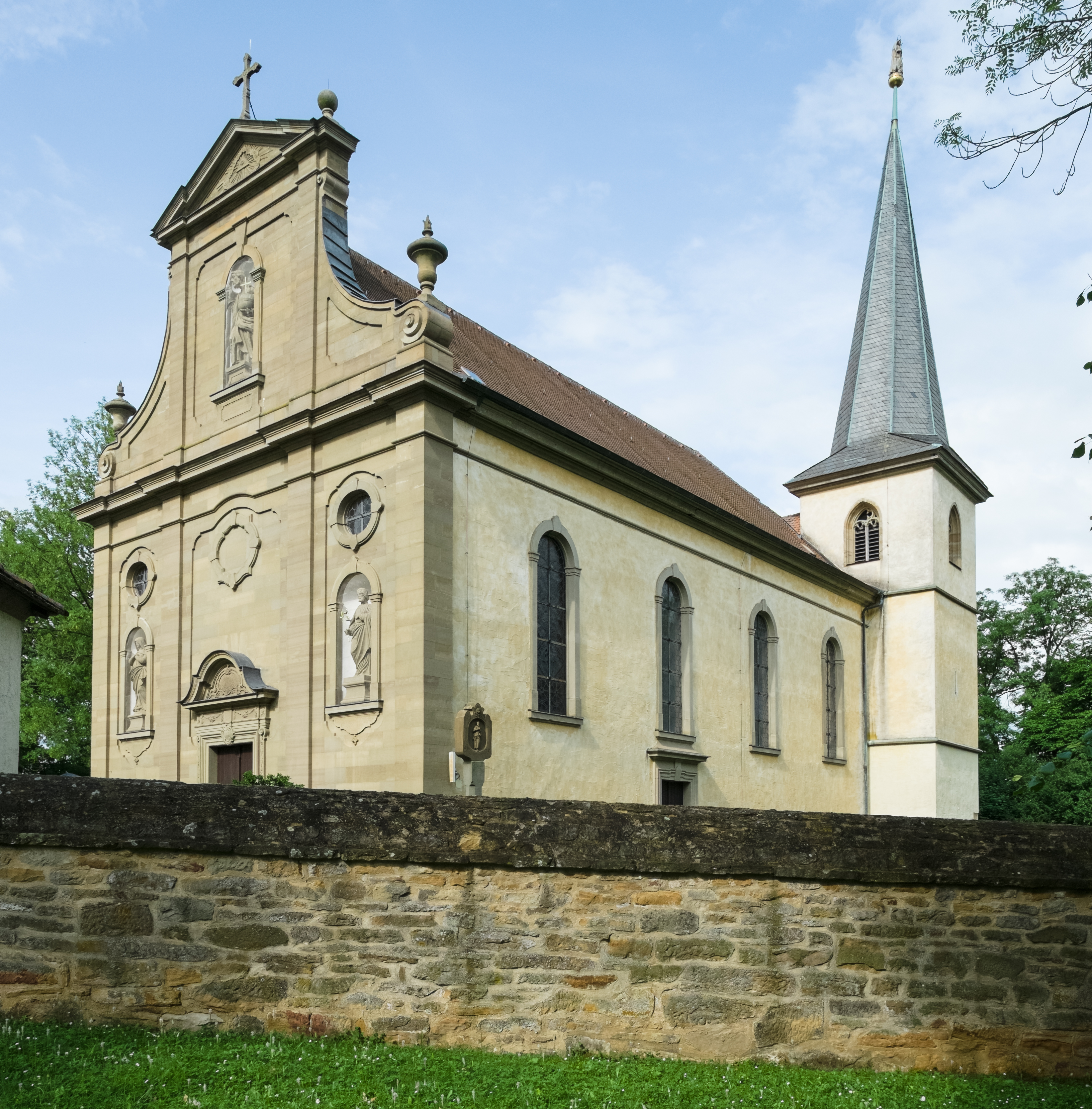
Die Wallfahrtskirche auf dem Findelberg

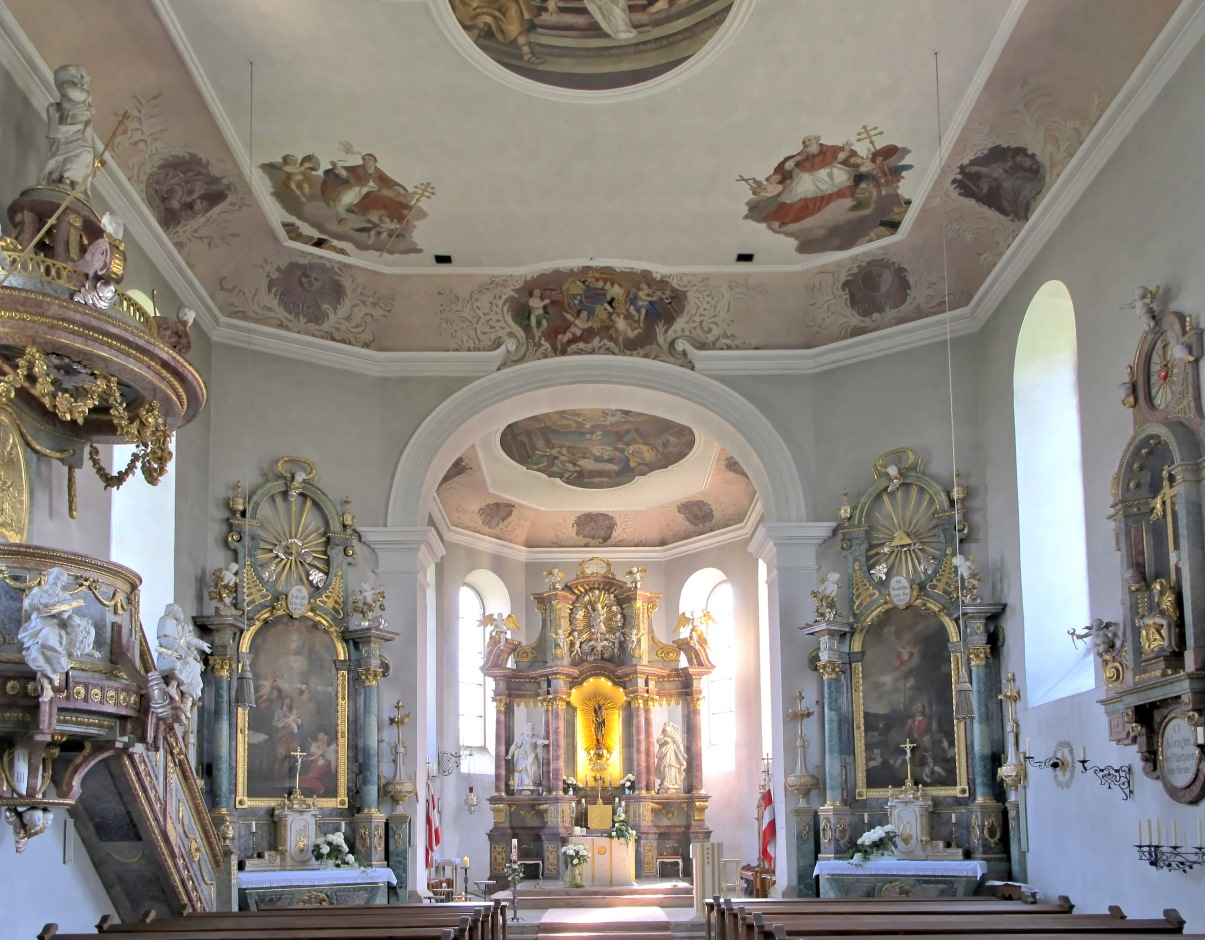
Innenraum der Kirche

Die römisch-katholische Kirche Mariä Heimsuchung ist eine Wallfahrtskirche auf dem Findelberg bei Saal an der Saale im unterfränkischen Landkreis Rhön-Grabfeld. Die Kirche gehört zu den Baudenkmälern von Saal an der Saale und ist zusammen mit dem Friedhofskreuz, der Kriegergedächtniskapelle, der Lourdesgrotte, der Ölberggrotte, der Josefsgrotte, der Mariä Heimsuchungsgrotte, der Rosenkranztreppe, zwei Bildstöcken im Kirchhof und dem Stationsweg unter der Nummer D-6-73-160-1 in der Bayerischen Denkmalliste registriert. Die Kirche wird von der Pfarreiengemeinschaft „Um den Findelberg“ betreut.

## Geschichte
Bereits im Jahr 1451 bestand hier eine Wallfahrtskirche. Die heutige Kirche wurde in den Jahren 1780 bis 1785 unter Einbeziehung des Kirchturms von 1499 erbaut. Den Plan erstellte Hans Michael Schauer. Im Jahr 1891 wurde der Hochaltar durch einen Brand zerstört und ersetzt.

## Beschreibung
Der Kirchturm ist ein dreigeschossiger Julius-Echter-Turm an der südlichen Mauer des Chores. Die Schallfenster sind spitzbogig. Der Chor mit Fünfachtelschluss befindet sich im Osten. Das Langhaus mit vier Fensterachsen hat im Westen einen geschweiften Giebel. Beide Teile der Kirche sind mit einer Spiegeldecke versehen.

## Ausstattung
Der Hochaltar beherbergt inmitten zweier Seitenfiguren das Wallfahrtsbild, eine Muttergottes mit Kind im Strahlenkranz. Am linken Seitenaltar erkennt man ein Altargemälde des heiligen Josef, am rechten eines des heiligen Wendelin. An der Kanzel sind Figuren der vier Evangelisten angebracht. Gegenüber der Kanzel ist eine Pietà aus der Zeit um 1500 zu sehen. Die Orgel ist auf der westlichen Empore aufgestellt. Das Deckengemälde im Langhaus, Mariä Himmelfahrt, schuf Johann Peter Herrlein als eines seiner letzten Werke im Jahr 1795. Er ist auf dem Friedhof der Wallfahrtskirche begraben.